# Sirenatief

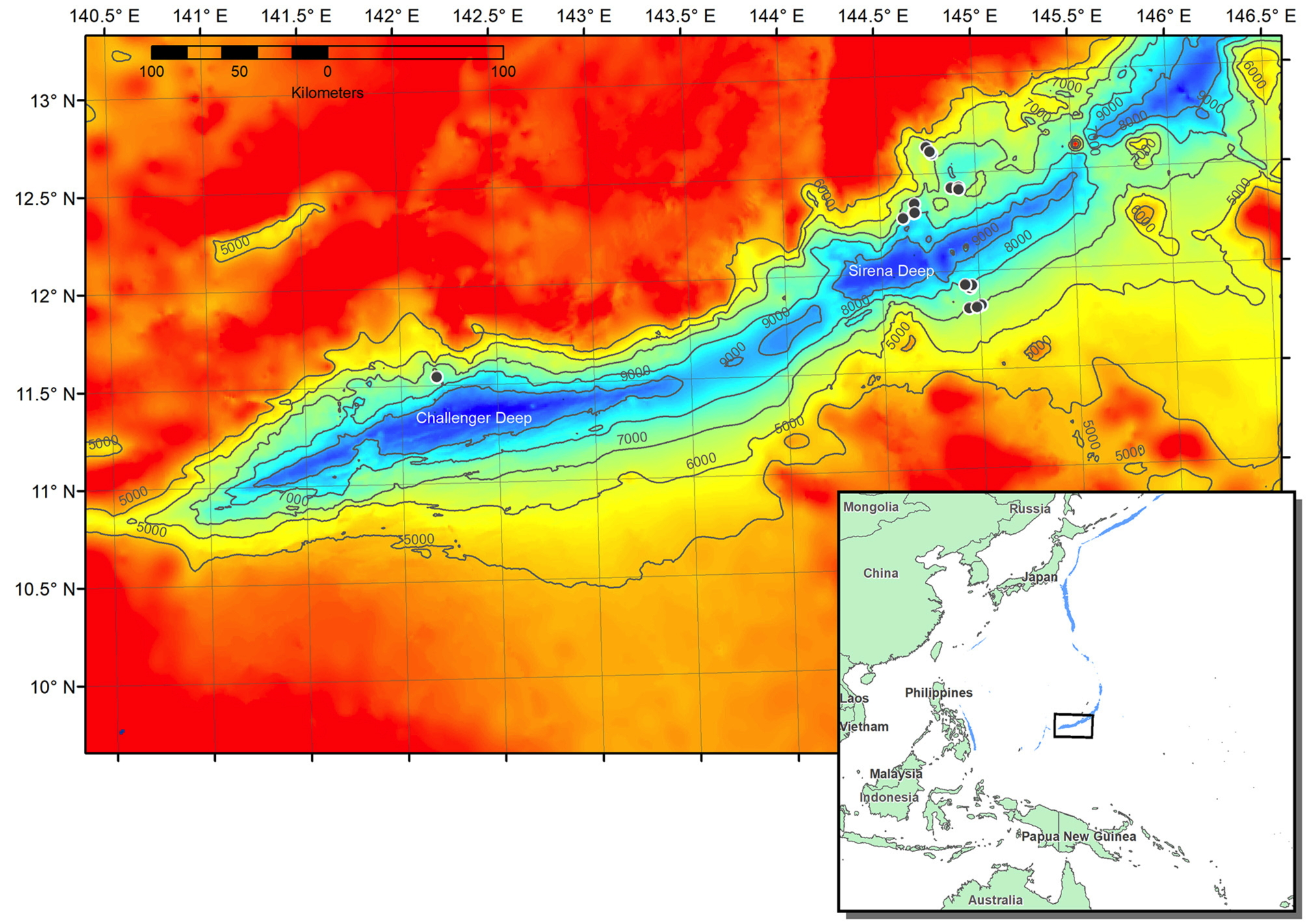
Karte des Marianengrabens mit dem Sirenatief und dem Challengertief

Das Sirenatief (engl. Sirena Deep), anfangs HMRG-Tief nach der entdeckenden Hawaii Mapping Research Group benannt, ist ein Meerestief im Marianengraben. Es befindet sich 145 km südlich von Guam in der Trench Unit des Marianas Trench Marine National Monuments, einem ausgewiesenen National Monument der Vereinigten Staaten von Amerika. Die Tiefe des Sirenatiefs wird mit Werten von 10.732 m und 10.714 m angegeben.

## Geschichte

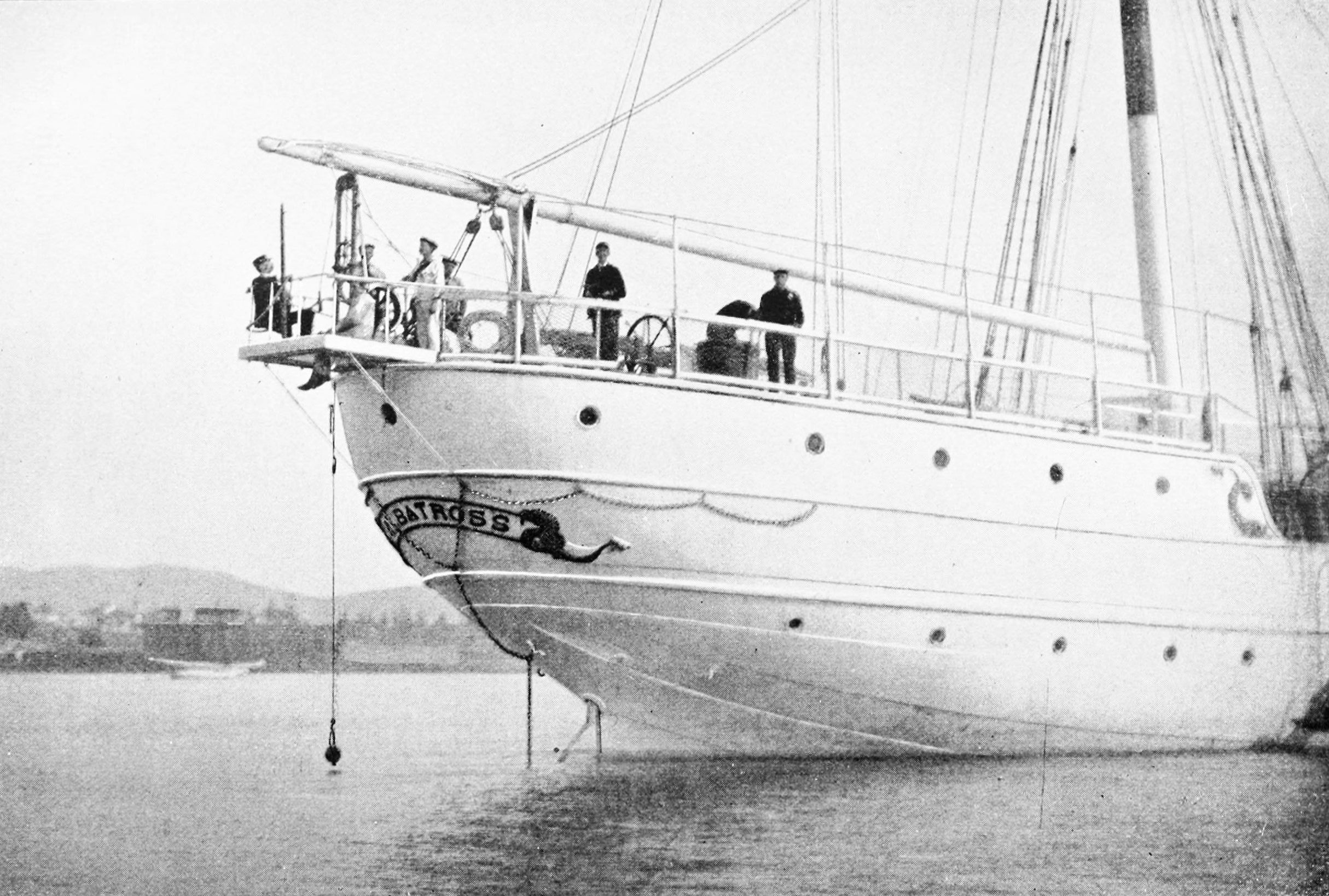
Lotung von Bord der USFC Albatross

Während der Challenger-Expedition wurde am 23. März 1875 südwestlich der Marianeninseln überraschend eine Tiefe von 4.475 Faden (8.184 m) gelotet. Dies war der erste Hinweis darauf das diese Gewässer außergewöhnlich tief sind. Spätere Lotungen halfen die Ausdehnung des Marianengrabens zu erkennen. So wurde im November 1899 von Besatzungsmitgliedern der USS Nero eine Tiefe von 5.269 Faden (9.636 m) gelotet und im Februar 1900 wurden auf einer Fahrt der USFC Albatross südöstlich von Guam eine Wassertiefe von (8.802 m) ermittelt. Der deutsche Geograph Otto Krümmel veröffentlichte 1907 in einer Ausgabe seines Handbuchs der Ozeanographie die erste korrekte Karte des Marianengrabens.
In den Jahren 1997 und 2001 kartographierten Wissenschaftler der Hawaii Mapping Research Group (HMRG) von der Universität Hawaii den Meeresboden um den Inselbogen der Marianen. Die Ergebnisse dieser Untersuchungen wurden im Jahr 2003 in den Earth and Planetary Science Letters unter dem Titel Why is the Challenger Deep so deep? veröffentlicht. Darin beschrieben die Forscher auch ein bis dahin unbekanntes Tief- das HMRG Deep. Dieses befindet sich dort, wo die East Santa Rosa Bank Störung (engl. East Santa Rosa Bank Fault) auf die Grabenachse des Marianengrabens trifft.
Am 6. Januar 2009 proklamierte George W. Bush, dass große Teile des Marianengrabens als Schutzgebiet gewidmet werden. Das Sirenatief steht seitdem als Teil der Trench Unit des Marianas Trench Marine National Monuments unter Naturschutz.
Im Juni 2009 initiierte Patricia Fryer zusammen mit Samuel M. Hulme und Linda Tatreau einen Wettbewerb, in dessen Rahmen ein neuer Name für das HMRG Tief gefunden werden sollte, der einen Bezug zu Guams Geschichte, Kultur oder Sprache beinhaltet. Aus den Einsendungen wurde der Name Sirena Deep ausgewählt.

## Erforschung
Im Juli 2011 setzten Wissenschaftler der Scripps Institution of Oceanography und der National Geographic Society im Sirenatief Lander aus, die am Meeresboden Videos aufnahmen. Dabei wurden Xenophyophoren in Tiefen bis 10.641 m und Nesseltiere aus der Familie der Rhopalonematidae in 9.970 m Tiefe beobachtet. Ende 2014 folgte unter Beteiligung des US-amerikanischen Schmidt Ocean Institutes die HADES Mariana Trench Expedition. Dabei wurden fünf Lander zum Einsatz gebracht, mit denen es nicht nur möglich ist, Film- und Tonaufnahmen zu erhalten, sondern zusätzlich dazu Gesteins- und Sedimentproben und Messwerte aufzunehmen und Bewohner des Benthals für Untersuchungen zu fangen. In den gefangenen Amphipoden fanden die Forscher um den schottischen Meeresbiologen Alan J. Jamieson stark erhöhte Konzentrationen von PCB.

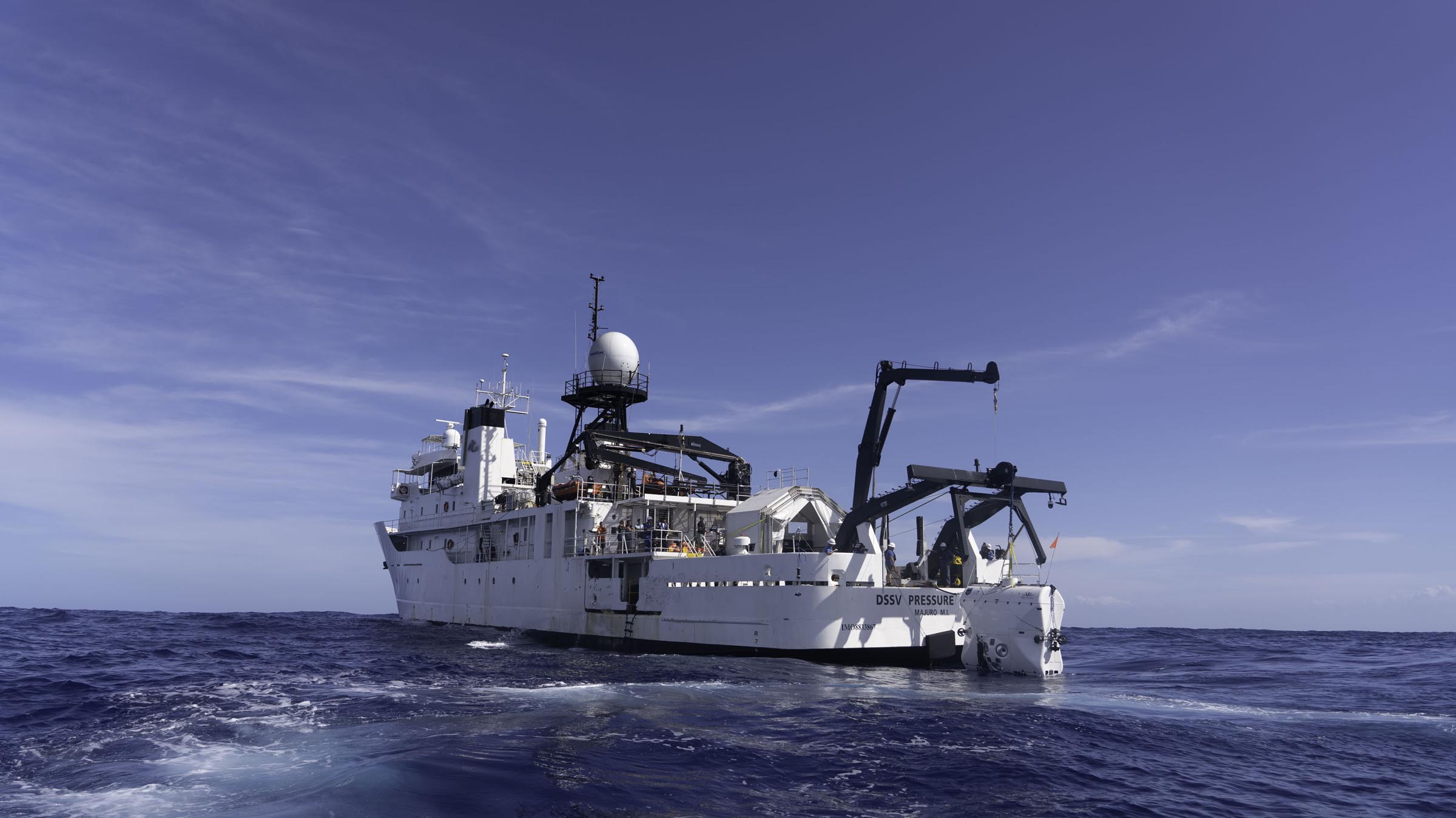
Das Tiefsee-Tauchboot Limiting Factor am Heckgalgen des Mutterschiffes Pressure Drop

Alan Jamieson erforschte 2019 im Rahmen der Five Deeps Expedition erneut den Marianengraben und tauchte zusammen mit dem Piloten Victor Vescovo am 7. Mai 2019 mit dem Tiefseetauchboot Limiting Factor im Sirenatief.